# Campeonato Paulista 1924
In 1924 werd het 23ste Campeonato Paulista gespeeld voor voetbalclubs uit de Braziliaanse staat São Paulo. De competitie werd gespeeld van 20 april 1924 tot 18 januari 1925. De elf clubs speelden één keer tegen elkaar, daarna vielen de laatste drie clubs af en speelden de overige acht nog een keer tegen elkaar. Palmeiras, Braz en Portuguesa eindigden samen met acht punten en speelden nog onderling tegen elkaar waarop Palmeiras uitgeschakeld werd. Corinthians werd kampioen. 
Nadat de voetbalbond twee spelers van Palestra Itália uitsloot verliet de club de competitie al na twee wedstrijden. 

## Eindstand
| Plaats | Club          | Wed. | W  | G | V  | Saldo | Ptn. |
| ------ | ------------- | ---- | -- | - | -- | ----- | ---- |
| 1.     | Corinthians   | 17   | 12 | 1 | 4  | 46:23 | 25   |
| 2.     | Paulistano    | 17   | 10 | 3 | 4  | 31:15 | 23   |
| 3.     | AA São Bento  | 17   | 9  | 4 | 4  | 30:20 | 22   |
| 4.     | Santos        | 17   | 9  | 3 | 5  | 44:29 | 21   |
| 5.     | Ypiranga      | 17   | 9  | 2 | 6  | 29:24 | 20   |
| 6.     | Sírio         | 17   | 6  | 5 | 6  | 29:26 | 17   |
| 7.     | Braz          | 16   | 3  | 4 | 9  | 24:41 | 10   |
| 8.     | Portuguesa    | 16   | 3  | 2 | 11 | 18:39 | 8    |
| 9.     | AA Palmeiras  | 10   | 5  | 0 | 5  | 22:27 | 10   |
| 10.    | Germânia      | 10   | 2  | 1 | 7  | 16:21 | 7    |
| 11.    | Internacional | 10   | 0  | 3 | 7  | 8:32  | 3    |

|  | Kampioen                      |
|  | Uitgeschakeld na de heenronde |

## Kampioen
| Campeonato Paulista de 1924     |
| São Paulo                       |
| ------------------------------- |
| CORINTHIANS Kampioen (5° titel) |

## Topschutter
| Speler            | Speler  | Goals | Club         |
| ----------------- | ------- | ----- | ------------ |
| Vlag van Brazilië | Feitiço | 14    | AA São Bento |